# Jacoba van Heemskerck
Jacoba Berendina van Heemskerck van Beest (La Haya, 1876- Domburgo, 1923) fue una pintora, artista de vidrieras y diseñadora gráfica neerlandesa, especializada en pinturas de paisaje y bodegones.

## Biografía
Su padre, Jacob Eduard van Heemskerck van Beest, era un oficial de la Armada Real de los Países Bajos quién también pintaba marinas y paisajes. Sus primeras lecciones de artelas recibió de él. Más tarde tomó clases particulares de dos artistas locales antes de asistir a las aulas de la Real Academia de Arte de La Haya de 1897 a 1901, donde estudió con Ferdinand Hart Nibbrig.
Su primer contacto con el arte moderno se produjo en París, donde tuvo como maestro a Eugène Carrière. Permaneció en Francia hasta 1904, y luego se fue a vivir con su hermana Lucie, donde conoció a la coleccionista de arte, Marie Tak van Poortvliet, que se convirtió en su amiga de toda la vida y más tarde construyó un estudio para ella en el jardín de su casa. Después de 1906,  pasó sus veranos en Domburgo, donde entró en contacto con pintores de la vanguardia como Jan Toorop y Piet Mondrian. Alrededor de 1911, estuvo brevemente interesada en el cubismo. Poco después,  estuvo implicada en la antroposofía, posiblemente a través de la influencia de su profesor anterior, Nibbrig, quién era un teósofo. Luego se convirtió en una ávida seguidora de Der Sturm, una revista de arte de vanguardia fundada por Herwarth Walden, y su obra giró cada vez más hacia la abstracción.
En 1913, conoció a Walden en Berlín, y empezó lo que sería una correspondencia de por vida con él. Gracias a sus esfuerzos, su trabajo fue muy popular en Alemania, mientras quede un poco ignorado en su propio país. Después de que 1916, desarrolló su interés en las vidrieras, diseñándolas para el cuartel naval y el edificio del Departamento de Salud Municipal de Ámsterdam, así como para residencias privadas.

## Galería

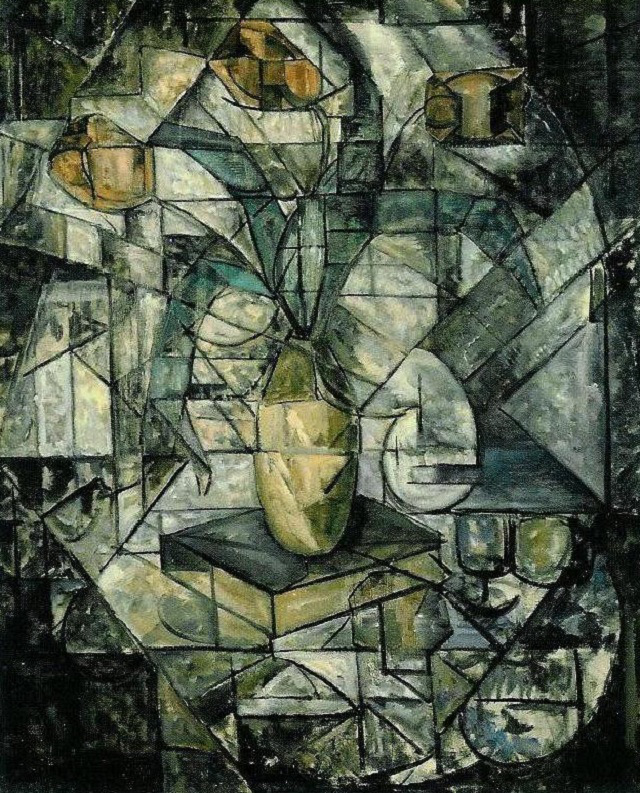
Composite Opus 1
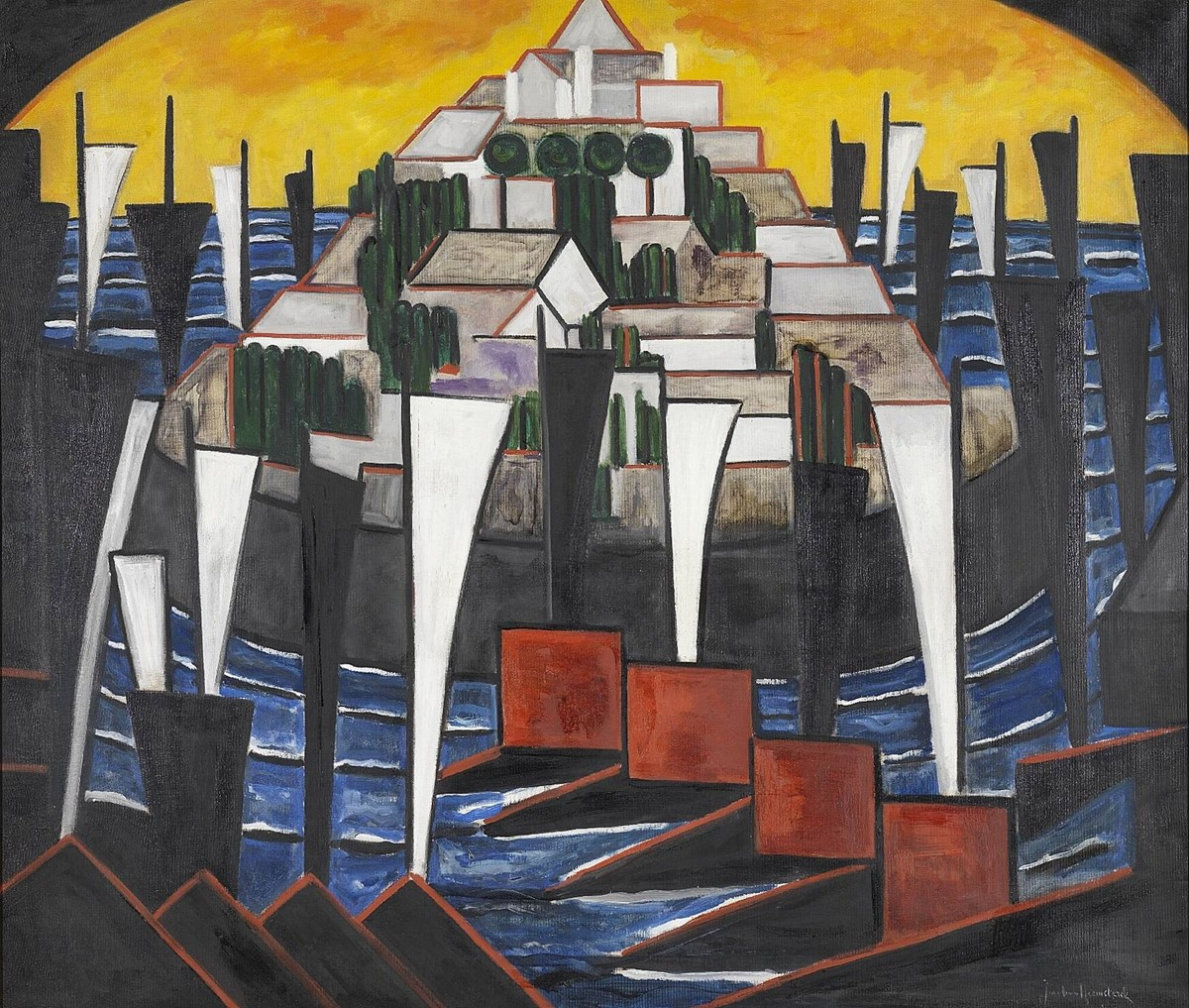
Veleros
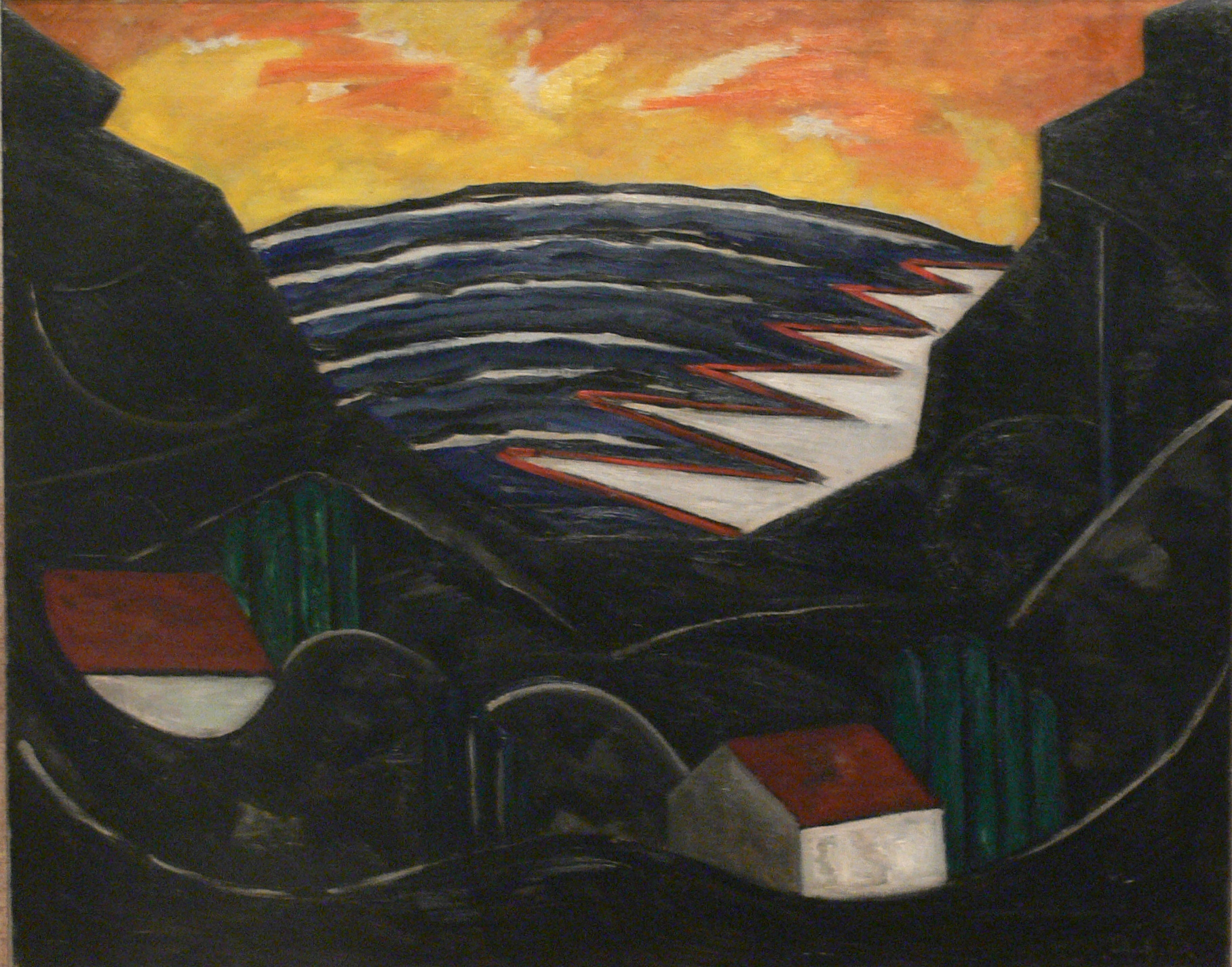
Paisaje Imagen I
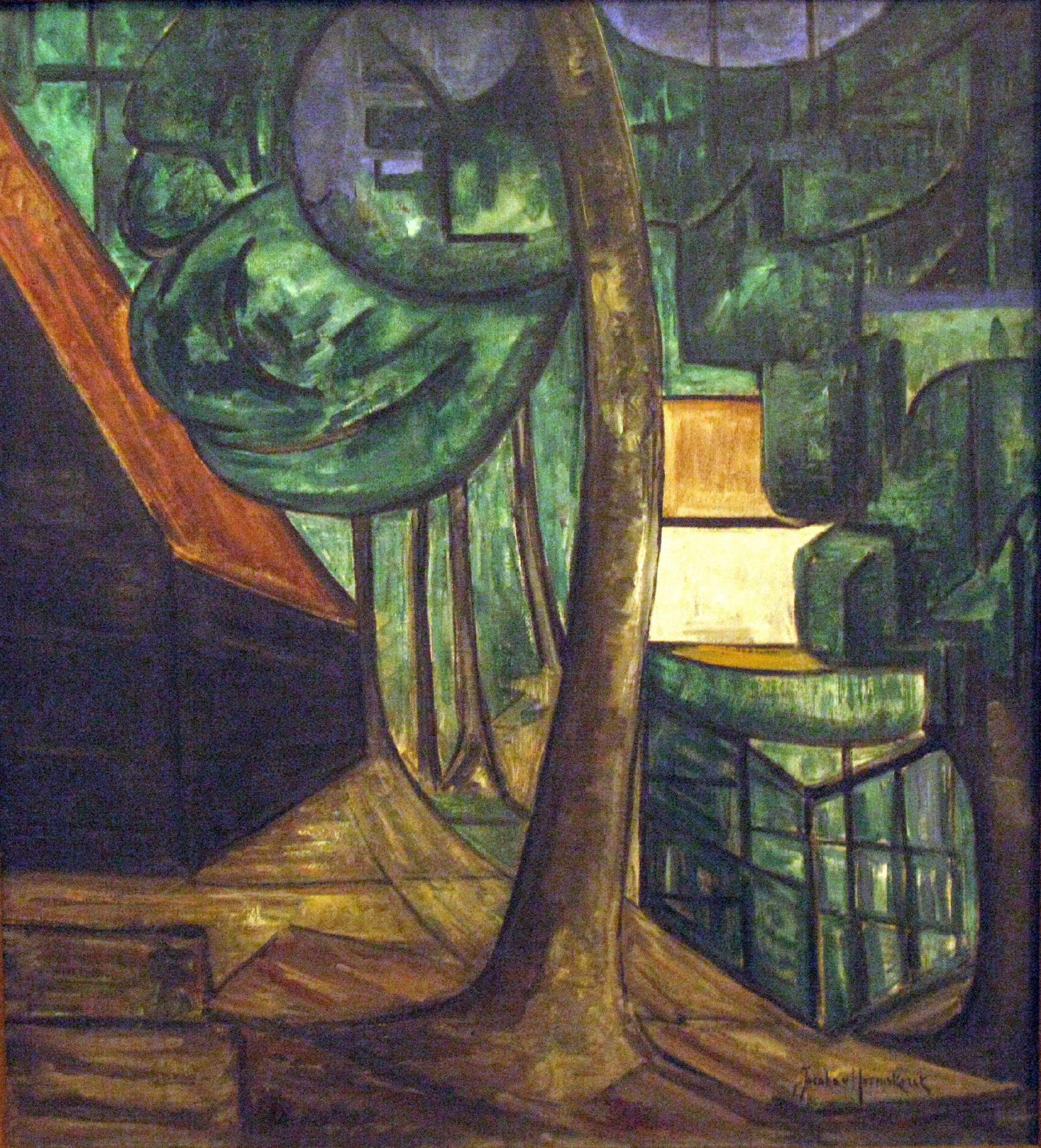
Paisajae